# Tina Majorino
Tina Marie Majorino (San Diego, 7 de fevereiro de 1985) é uma atriz norte-americana. Ela é conhecida por seu trabalho no filme Napoleon Dynamite, como "Deb", bem como seus trabalhos nas séries Veronica Mars como Cindy "Mac" Mackenzie, Big Love como Heather Tuttle e Grey's Anatomy como Heather Brooks.

## Biografia
Tina é descendente de italianos e é filha de Sarah e Robert "Bob" Majorino, que é um agente imobiliário. Ela tem um irmão mais velho chamado Kevin. Tina Majorino é claramente uma das mais talentosas jovens atrizes do início da década de 1990.
Majorino começou sua carreira atuando em 1992 na série Camp Wilder. Seu primeiro papel no cinema foi em 1994 no filme Quando um Homem Ama uma Mulher. Ela estrelou em seguida nos filmes Corina - Uma Babá Perfeita e André – Uma Foca em Minha Casa, ambos de 1994. Seu próximo filme foi Waterworld - O Segredo das Águas, em 1995, interpretando “Enola” e atuando ao lado de Kevin Costner. A maior parte das suas atuações  durante todo o final dos anos 1990 foram em filmes independentes ou feitos para televisão, ela interpretou o papel título em 1999 no filme para TV, Alice no País das Maravilhas. Depois de “Alice”, Tina ficou um tempo afastada do cinema e da TV. Ela não apareceu em nenhum outro filme até 2004, quando estrelou ao lado de Jon Heder no filme Napoleon Dynamite. De 2004 em diante, ela desempenhou um papel recorrente na série da UPN, Veronica Mars, como a hacker Cindy "Mac" Mackenzie. O criador da série Rob Thomas criou o papel com ela em mente. Tina conheceu Rob Thomas, quando ela lhe enviou um e-mail aos treze anos de idade,  falando sobre um de seus livros. Eles acabaram se encontrando e juraram um dia trabalhar juntos. Quando Tina retomou sua carreira depois de uma pausa, Thomas escreveu o papel de “Mac” especialmente para ela em Veronica Mars. “Mac” se tornou uma personagem regular na terceira temporada de Veronica Mars, antes do cancelamento da série. Atualmente, ela tem um papel recorrente na série de televisão Big Love que conta com as presenças de Jeanne Tripplehorn, que co-estrelou com ela em Waterworld - O Segredo das Águas e colegas de Veronica Mars como Amanda Seyfried e Kyle Gallner.
Tina apareceu  no vídeo da música “Blind” do grupo rock Lifehouse. Ela também formou uma banda de rock chamada "The AM Project", com seu irmão Kevin. Tina gostaria de produzir, dirigir e escrever num futuro muito próximo.
Em 2011, tina Fez Parte do Clipe da Cantora Americana P!nk, no video clip "F**kin Perfect".

## Carreira
Tina começou sua carreira aparecendo em comerciais de televisão antes de  interpretar “Sophie” na série da ABC, Camp Wilder em 1992. Iniciou sua carreira nos cinemas, estrelando em três filmes seguidos aos nove anos de idade em 1994. Sua estreia foi no filme Quando um Homem Ama uma Mulher, estrelando ao lado de Meg Ryan e Andy Garcia. Ela roubou o coração do público ao retratar uma  criança que sofre com o abuso de álcool de mãe. Foi vista pouco depois, em Corina - Uma Babá Perfeita, uma comédia vivida na década de 1950 sobre como encontrar o amor e a família nos lugares mais improváveis. Ela interpretou “Molly”, filha única de um viúvo recente interpretado por Ray Liotta, que conta com a ajuda de “Corina”, interpretada por Whoopi Goldberg, uma governanta nada convencional que utiliza uma combinação de charme e sensibilidade para ajudar a família a adaptar-se às suas novas vidas. Depois de Corina - Uma Babá Perfeita, Tina estrelou em André – Uma Foca em Minha Casa, filme baseado na história real de uma foca que faz a travessia do porto de Boston para Maine há 23 anos, todos os verões para visitar “Toni” (Majorino), a criança que o resgatou. 
Em 1995, no filme Waterworld - O Segredo das Águas, Tina desempenhou o papel de “Enola”, ela estrelou ao lado de Kevin Costner, Jeanne Tripplehorn e Dennis Hopper. “Enola” é uma criança que tem o mapa para a terra seca desenhado nas costas. Após concluir as filmagens de Alice no País das Maravilhas de 1999 no qual viveu o papel título, Majorino decidiu dar uma pausa na carreira. Uma pausa de exatos cinco anos. Aos 13 anos de idade, ela desapareceu das telas para concluir a escola e passar mais tempo com sua família. Napoleon Dynamite de 2004, marcou a volta da jovem estrelinha.
O filme foi uma grata surpresa que explodiu nos cinemas em 2004, e continua a entreter audiências em todo o mundo, além de se tornar um dos principais filmes independentes, ganhando o título de clássico cult. Em Napoleon Dynamite, Tina interpreta “Deb”, uma calma, tímida e desajeitada garota, amiga de Napoleon que faz alguns trabalhos como fotógrafa para ganhar algum dinheiro para a faculdade. Tina comove a todos com uma belíssima interpretação de “Deb”. 

## Filmografia
| Ano         | Título                           | Papel                         | Notas        |
| 2012 - 2013 | Grey's Anatomy                   | Heather Brooks (Mousey)       | 9º Temporada |
| 2007        | What We Do Is Secret             | Michelle                      |              |
| 2006        | A Sharp                          | A filha                       |              |
| 2006        | Think Tank                       | Sal                           |              |
| 2005        | Testing Bob                      | Allison Barrett               |              |
| 2004        | Napoleon Dynamite                | Deb                           |              |
| 1999        | Alice no País das Maravilhas     | Alice                         | Para TV      |
| 1997        | Merry Christmas, George Bailey   | Janie Bailey                  | Para TV      |
| 1997        | Se as Mulheres Tivessem Asas     | Avocet Abigail "Bird" Jackson | Para TV      |
| 1997        | Prova de Fogo                    | Euphemia Ashby (jovem)        | Para TV      |
| 1997        | Santa Fe                         | Crystal Thomas                |              |
| 1996        | Un Angelo a New York             |                               | Para TV      |
| 1995        | Waterworld - O Segredo das Águas | Enola                         |              |
| 1994        | André – Uma Foca em Minha Casa   | Toni Whitney                  |              |
| 1994        | Corina, Uma Babá Perfeita        | Molly Singer                  |              |
| 1994        | Quando um Homem Ama uma Mulher   | Jessica Green                 |              |

## Televisão
| Ano         | Título          | Papel                   | Notas        |
| 2012        | Grey's Anatomy  | Heather Brooks          |              |
| 2012        | True Blood      | Molly                   | 12 episódios |
| 2011        | Bones           | Agente Shaw             | 1 episódio   |
| 2009        | The Deep End    | Addy Fisher             | 6 episódios  |
| 2009 / 2006 | Big Love        | Heather Tuttle          | 18 episódios |
| 2007 / 2004 | Veronica Mars   | Cindy 'Mac' Mackenzie   | 34 episódios |
| 2004        | Without a Trace | Serene Barnes / Andrews | 1 episódio   |
| 1992        | Camp Wilder     | Sophie Wilder           | 1 episódio   |
| 1990        | ABC TGIF        | Sophie                  |              |

## Prêmios e Indicações
| Ano  | Resultado | Premiação          | Indicação                                                |
| ---- | --------- | ------------------ | -------------------------------------------------------- |
| 2005 | Indicada  | Teen Choice Award  | Cena de amor / Por: Napoleon Dynamite                    |
| 1999 | Indicada  | YoungStar Award    | Melhor performance / Por: Alice no País das Maravilhas   |
| 1998 | Indicada  | Young Artist Award | Melhor performance / Por: Se as Mulheres Tivessem Asas   |
| 1998 | Indicada  | YoungStar Award    | Melhor performance / Por: Se as Mulheres Tivessem Asas   |
| 1995 | Indicada  | Young Artist Award | Melhor performance / Por: André – Uma Foca em Minha Casa |
| 1993 | Indicada  | Young Artist Award | Performance marcante /Por: Camp Wilder                   |